# Dendrelaphis marenae
Dendrelaphis marenae là một loài rắn trong họ Rắn nước. Loài này được Vogel & Van Rooijen mô tả khoa học đầu tiên năm 2008.